# ウィリー・アンダーソン (バスケットボール)

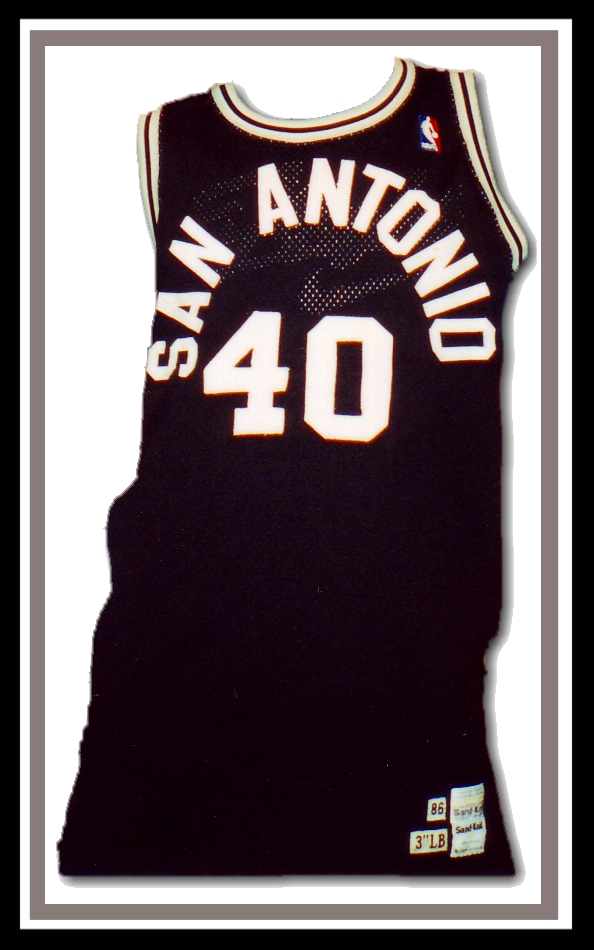
ウィリー・アンダーソン#40 のスパーズ時代のジャージ

ウィリー・アンダーソン（Willie Lloyd Anderson, Jr.、1967年1月8日 - ）は、アメリカ合衆国サウスカロライナ州グリーンビル出身のNBAで活躍したバスケットボール選手。

## 経歴
ジョージア大学卒業後、1988年のNBAドラフトで、サンアントニオ・スパーズに1順目10位で指名され入団。その後、1995年までスパーズでプレーし、1995年からトロント・ラプターズ、ニューヨーク・ニックス、オリンピアコスBC（ギリシャ）、マイアミ・ヒート、AEKアテネ（ギリシャ）、マッカビ・テルアビブBC（イスラエル）でプレーし、1999年に引退した。

## 受賞歴
- 1988年のオリンピックに、当時のチームメイトのデビッド・ロビンソンらと共に出場し、銅メダルを獲得している。
- 1989年にNBAオールルーキーチームに選出されている。

## 脚註
1. ↑  “Willie Anderson Statistics”.   Sports Reference LLC. 2009年5月2日閲覧。